# 笹尾山
笹尾山（ささおやま）は、岐阜県不破郡関ケ原町にある標高200mの低山。関ケ原の戦いにおいて石田三成が本陣を構えたことで知られる。

## 概要
三成は関ケ原を一望できる笹尾山に、島左近とともに陣を敷き、西軍を指揮した。関ケ原は古代より交通の要所とされ、笹尾山の麓を通過する北国街道を抑えることは、軍事上重要であった。
現在は、笹尾山・石田三成陣跡として整備され、合戦時に敵の攻撃からの防御として使われた竹矢来・馬防柵が復元されている。昭和6年3月30日に国指定の史蹟名勝天然記念物に指定された。 (文部省告示第115号)近くには関ケ原笹尾山交流館があり、甲冑体験などが楽しめる。

## 外部リンク

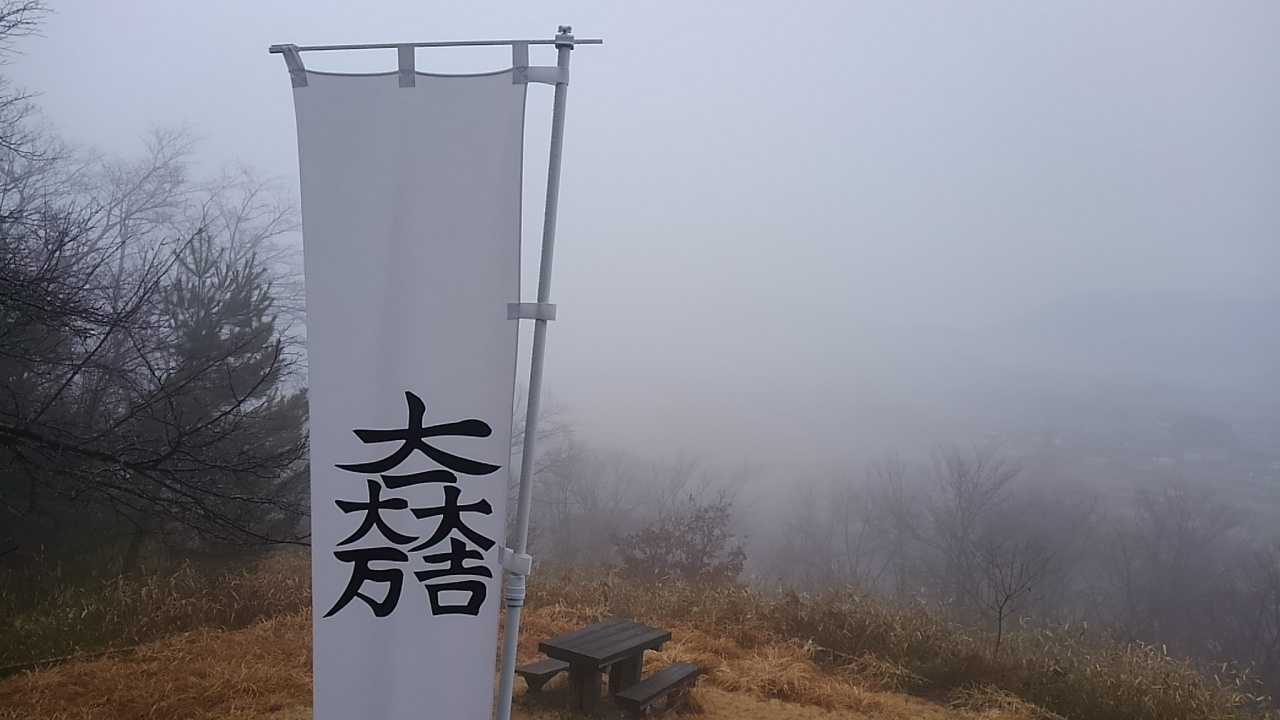
霧の笹尾山石田三成陣

## アクセス
JR関ケ原駅から北へ徒歩25分